# Kostel Obětování Panny Marie
Klášterní kostel Obětování Panny Marie se nachází na Piaristickém náměstí v Českých Budějovicích. Je nejcennější historicko-uměleckou památkou Českých Budějovic a jednou z nejcennějších památek jižních Čech. Je součástí bývalého kláštera.

## Historie
Společně s klášterem jde o nejstarší budovu Českých Budějovic, která byla založena společně s městem v roce 1265. Nejstarší část kostela, jíž je presbytář, byla vysvěcena už roku 1274 v neděli po Slavnosti, ale základní stavba byla dokončena až okolo roku 1300, přesné datum není známé. Později byl kostel ještě místy dobudováván a přebudováván, zejména ve 14., 17. a 19. století. Kostel je trojlodní s nevystupující příčnou lodí, která na severu ústí v barokní předsíň. Společně s klášterem jej spravovali nejprve dominikáni (1265–1548 a 1587–1784), pak piaristé (1785–1870) a nakonec redemptoristé (1885–1950) a poté ještě jako duchovní služba v letech (1968–1985)

### Program záchrany architektonického dědictví
V rámci Programu záchrany architektonického dědictví bylo v letech 1995–2014 na opravu areálu kláštera a kostela čerpáno 12 740 000 Kč.
| rok    | 1997 | 2003  | 2004  | 2005  | 2006  | 2007  | 2008 | 2009  | 2010 | 2011  | 2012 | 2013 | 2014 |
| ------ | ---- | ----- | ----- | ----- | ----- | ----- | ---- | ----- | ---- | ----- | ---- | ---- | ---- |
| částka | 800  | 1 000 | 1 000 | 1 800 | 1 110 | 1 750 | 900  | 1 000 | 610  | 1 130 | 640  | 400  | 600  |

## Architektura

### Exteriér

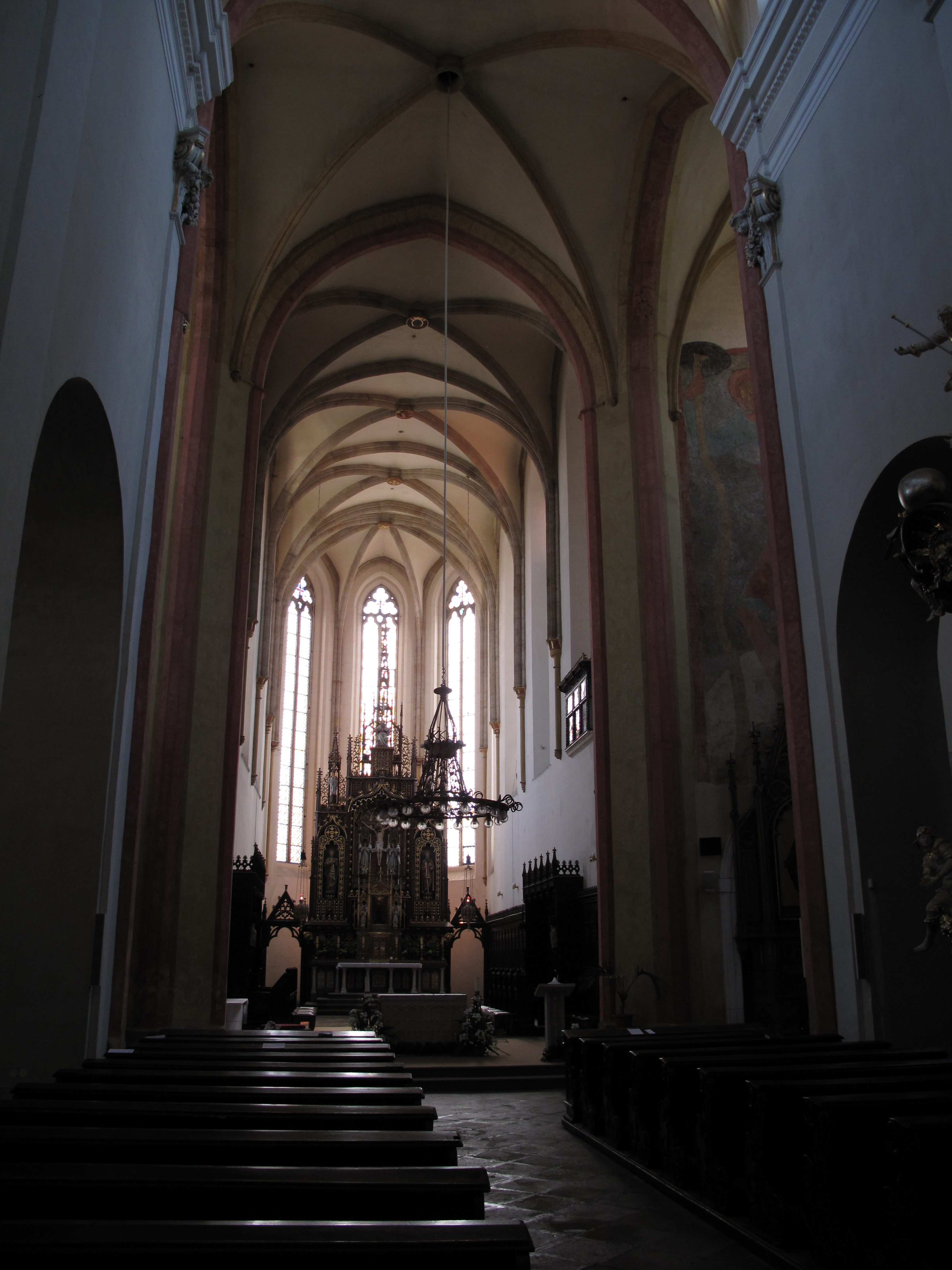
Presbyterium

Exteriér kostela, který byl z celého komplexu dostavěn pravděpodobně jako první, si přes četné přestavby jak kostela, tak konventních budov a křížové  chodby, zachoval raně gotický vzhled. Stavba nepůsobí lehce jako vrcholně gotické budovy i přes velikost lomených oken s typicky raně gotickou kružbou – kružnicovým trojlistem, rozdělených na dvě vertikální části zakončené rovněž jeptiškami. Do exteriéru se také propisují mohutné nosné pilíře prosté jakýchkoli ozdob zakončené do rovnoramenného trojúhelníku. Východní průčelí je součástí městského opevnění, jeho součástí je i lomený výklenek s, o něco menším, oknem. Na štítě zůstalo sedm původních dekorativních výklenků, které jsou pro štíty raně gotických kostelů typické. Celým kostelem, kromě příčné lodi, probíhá ve spodní třetině jednoduchá dekorativní římsa. Jižní strana kostela je součástí klášterních budov.
Zvenku je vidět pod střechou kamenný chrlič (odváděl vodu ze střechy), připomínající žábu. Podle pověsti, až žába vyleze nahoru, bude konec světa.

### Interiér
Interiér kostela si z velké části zachovává původní raně gotický vzhled, který narušují jen drobné barokní doplňky v západní části. Jedná se o trojlodní bazilikální kostel se zapuštěnou příčnou lodí, severním vstupem a je z jihu spojen dvěma portály s křížovou chodbou. Boční lodě jsou odděleny od hlavní šesti páry sloupů, které však nedosahují celé výšky hlavní lodě. Boční lodě jsou zaklenuty křížovou klenbou s profilovanými žebry v sedmi polích. Na straně blíže k hlavní lodi pokračuje profilace žeber společně se sloupy až k zemi, zatímco na odlehlých stranách jsou žebra zakončena jednoduchými podporami. Na severní zdi jsou vidět původní konzoly s vegetabilními motivy. Klenba hlavní lodi je taktéž křížová v deseti polích typických a jedním pětibokým polem nad kněžištěm. Svorníky klenby v hlavní i vedlejší lodi jsou, na rozdíl od kláštera zdobeny. Na podporách žeber hlavní lodi jsou místo vegetabilních motivů znázorněny různé lidské hlavy.

#### Zařízení
Hlavní oltář je dílem lineckého řezbáře Rinta. Deskový obraz Panny Marie Budějovické na tomto oltáři je kopie obrazu, který údajně pocházel z Itálie (1410). Boční oltáře sv. Vojtěcha a sv. Josefa Kalasántského jsou rovněž dílem řezbáře Rinta. V boční kapli je část postříbřeného oltáře, pocházejícího z roku 1678. Kazatelna je rokoková z roku 1759. Barokní varhany pocházejí ze 17. stol.

#### Výzdoba

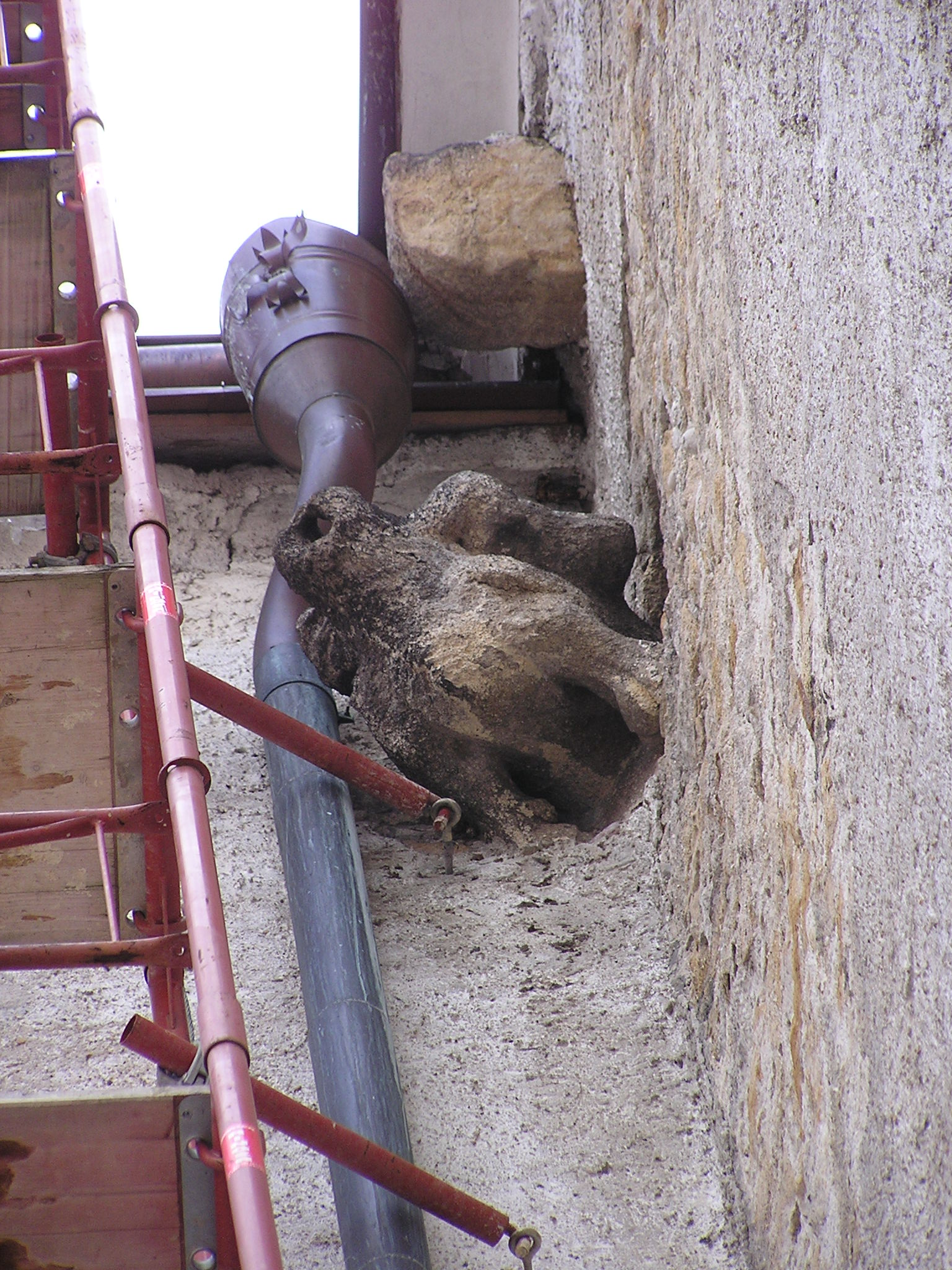
Chrlič – drak (tradičně označovaný jako žába)

V kostele postaveném v gotickém a novogotickém stylu lze nalézt i mimořádně cenné fresky ze 14. století, unikátní je dvojitá freska ve výklenku naproti severnímu vstupu do příčné lodi: starší vrstva je tvořena obrazem Panny Marie s Kristem a klečícím donátorem, vrchní Pietou. Vlevo od výklenku nad vedlejším oltářem je umístěna největší freska sv. Kryštofa v České republice (téměř 10 metrů).

## V kostele pohřbené osobnosti
- Zdeněk Konopišťský ze Šternberka (asi 1420 – 1476) – nejvyšší hejtman, nejvyšší purkrabí a královský diplomat
- Jindřich Librarius (? – 1281) – zakládající převor kláštera, podle některých zdrojů osobní zpovědník Přemysla Otakara II.
- Giacomo Antonio de Maggi (snad 1651 – 1706) – italský barokní architekt a stavitel, působil ve službách Schwarzenbergů
- František Antonín z Ulfeldtu (1711 – 1743, nebo 1741) – rakouský důstojník
- Benedikt Picchi (? – 10. června 1619) – císařský praporečník padlý v bitvě u Záblatí

## Bohoslužby
V kostele se koná mše svatá ve středu od 19 hodin, v neděli od 11:00 řeckokatolická bohoslužba a večer v 19:30 mše v době letních prázdnin.
3. ledna 2010 se kostel Obětování Panny Marie stal jediným kostelem na území českobudějovické diecéze, v němž byla pravidelně (jednou za čtrnáct dní v neděli) sloužena tzv. tridentská mše (o tuto výjimečnost přišel v roce 2011, kdy začala být každodenně vysluhována ve vyšebrodském klášteře). V roce 2012 byly bohoslužby v tridentském ritu přesunuty do kostela Panny Marie, Královny Andělů v Nových Hodějovicích, ale v létě 2015 byly vráceny zpět. V říjnu 2018 byla jejich frekvence zvýšena na min. 3 týdně a jejich vysluhování převzal P. Jakub V. Zentner FSSP.
Od 11. června 2011 do 1. června 2013 sloužil jako hlavní českobudějovický kostel po dobu rekonstrukce katedrály.